# Théâtre romain d'Amiternum
Le Théâtre romain d'Amiternum est un théâtre romain  de l'ancienne ville sabine d'Amiternum, site archéologique de la ville de San Vittorino sur le territoire communal de L'Aquila, dans la province de L'Aquila, dans les Abruzzes,.

## Historique
La structure remonte à l'époque augustéenne, comme en témoignent les revêtements muraux réalisés avec la technique de construction en opus reticulatum, encore bien visibles aujourd'hui. Il était situé dans ce qu'on appelle l'Ara di Saturna, à une courte distance du forum correspondant au centre de la ville. 
La cavea, qui se développe sur les pentes de la colline de San Vittorino, a un diamètre maximum de 80 m  et était à l'origine structurée sur deux niveaux avec precintio (c'est-à-dire avec un couloir intermédiaire semi-annulaire qui séparait les deux secteurs appelé ima et media cavea). On estime que la capacité globale était de 2 000 spectateurs. La partie basse, divisée en 18 rangées auxquelles on accédait par 3 escaliers radiaux, est aujourd'hui partiellement découverte et peut accueillir environ 400 personnes. Devant la cavea, et séparés de celle-ci par un canal dans lequel courait le rideau, se trouvent les vestiges de la scène, longs de près de 60 m et structurés sur deux segments différents.
Le théâtre fut abandonné après le IVe siècle et fut ensuite utilisé comme nécropole. Il a été mis au jour grâce aux fouilles archéologiques de 1878 , déclaré monument national en 1902 puis restauré entre les années soixante et soixante-dix  et fait aujourd'hui partie d'un vaste espace archéologique qui comprend également l'amphithéâtre romain et les catacombes de San Vittorino. Les frises et les colonnes trouvées lors des fouilles sont conservées à proximité et attendent toujours d'être incorporées aux collections du Musée national des Abruzzes et du Museo archeologico di Santa Maria dei Raccomandati (it).

## Galerie

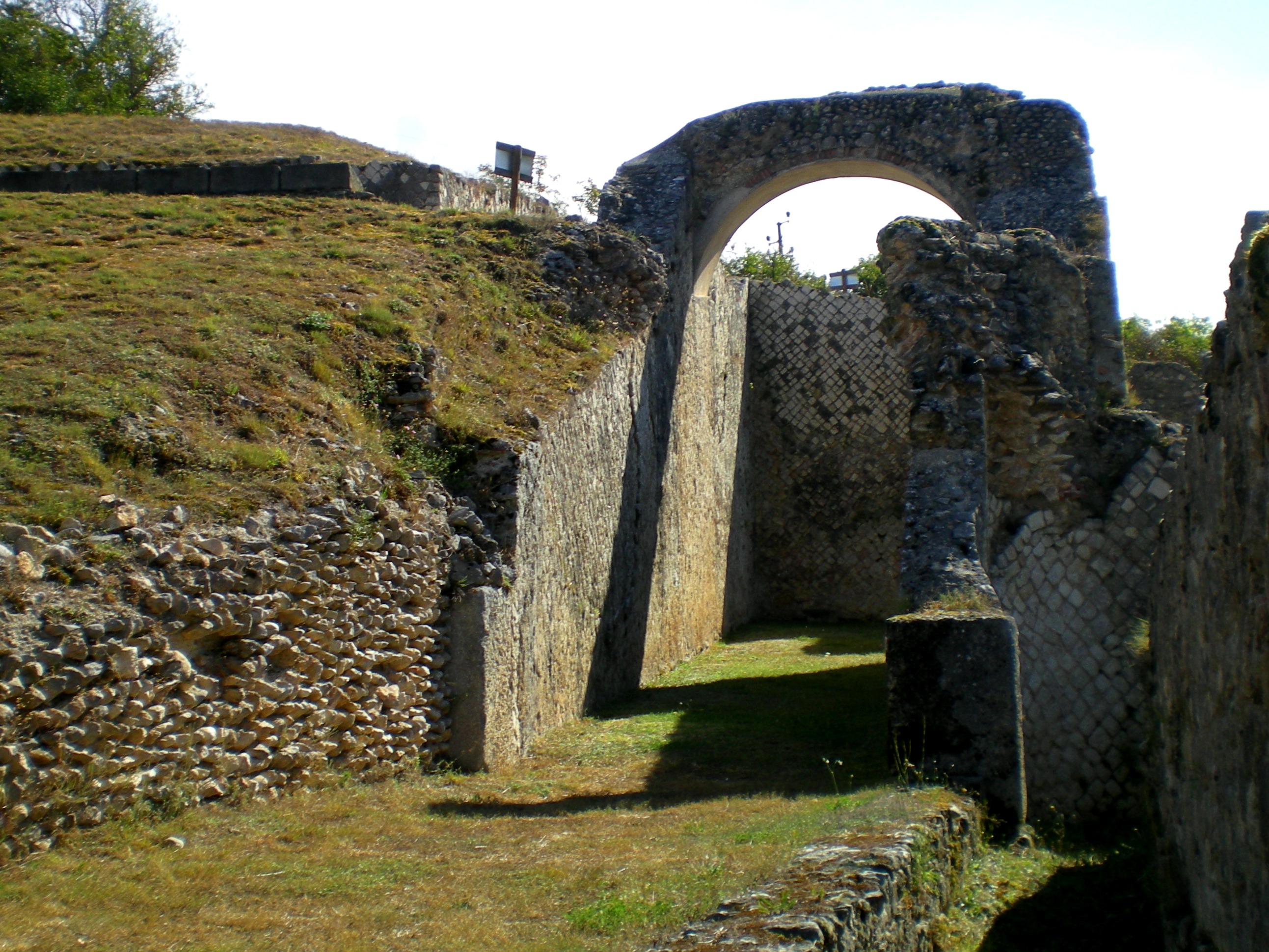
L'entrée de la cavea
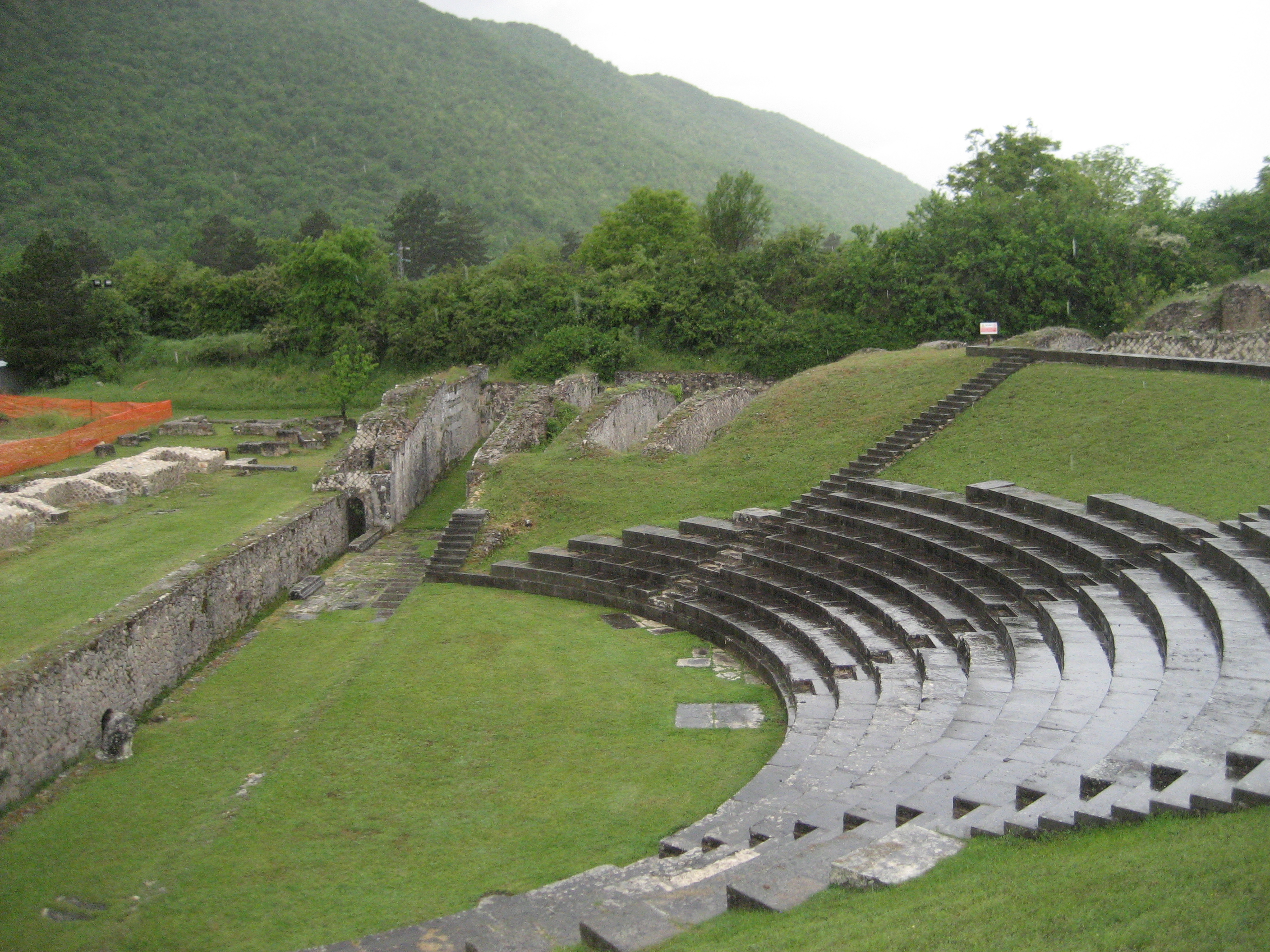
Restauration des gradins